# Tomas Riehle

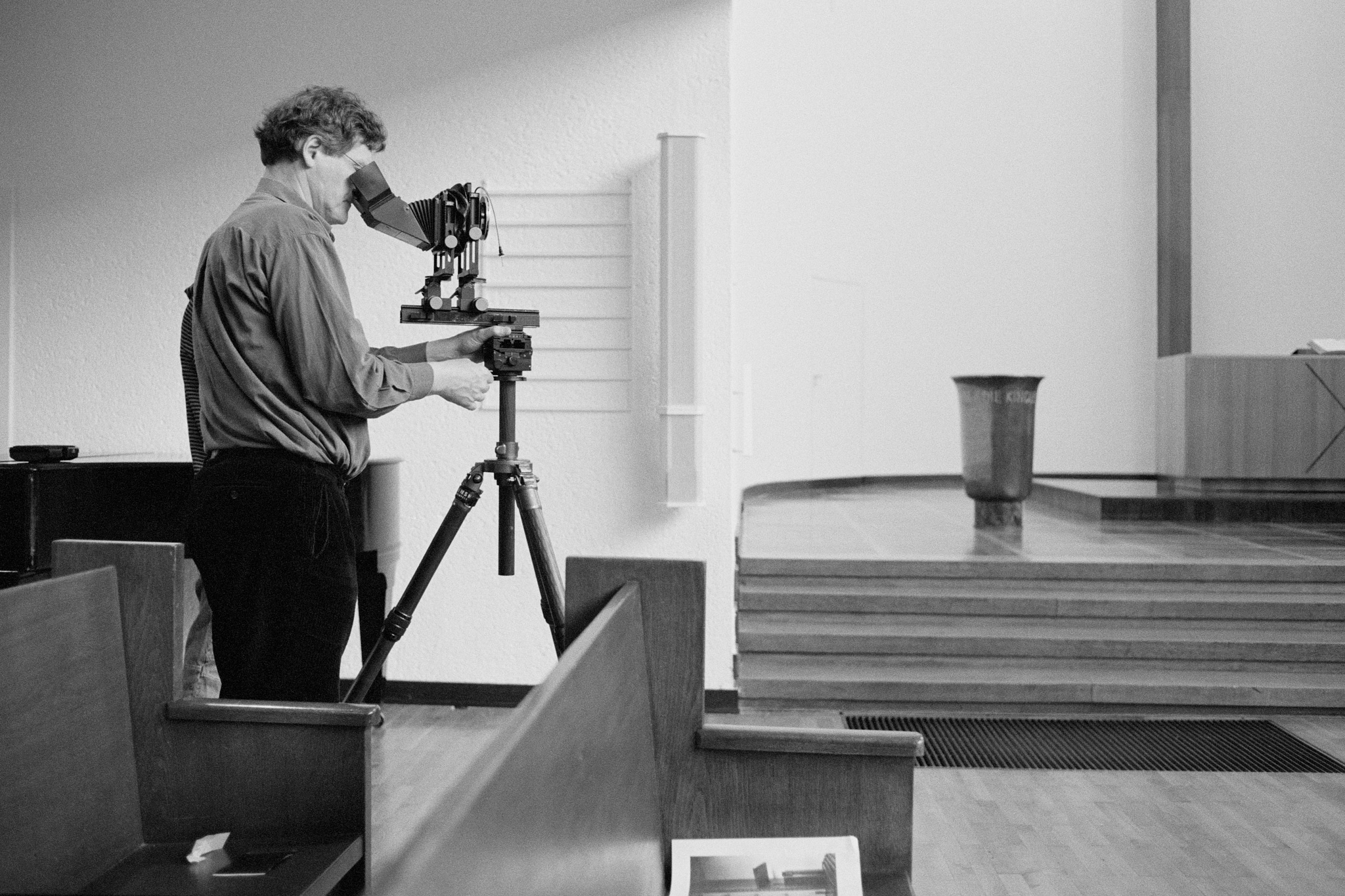
Tomas Riehle, ca. 2007 in Düsseldorf.

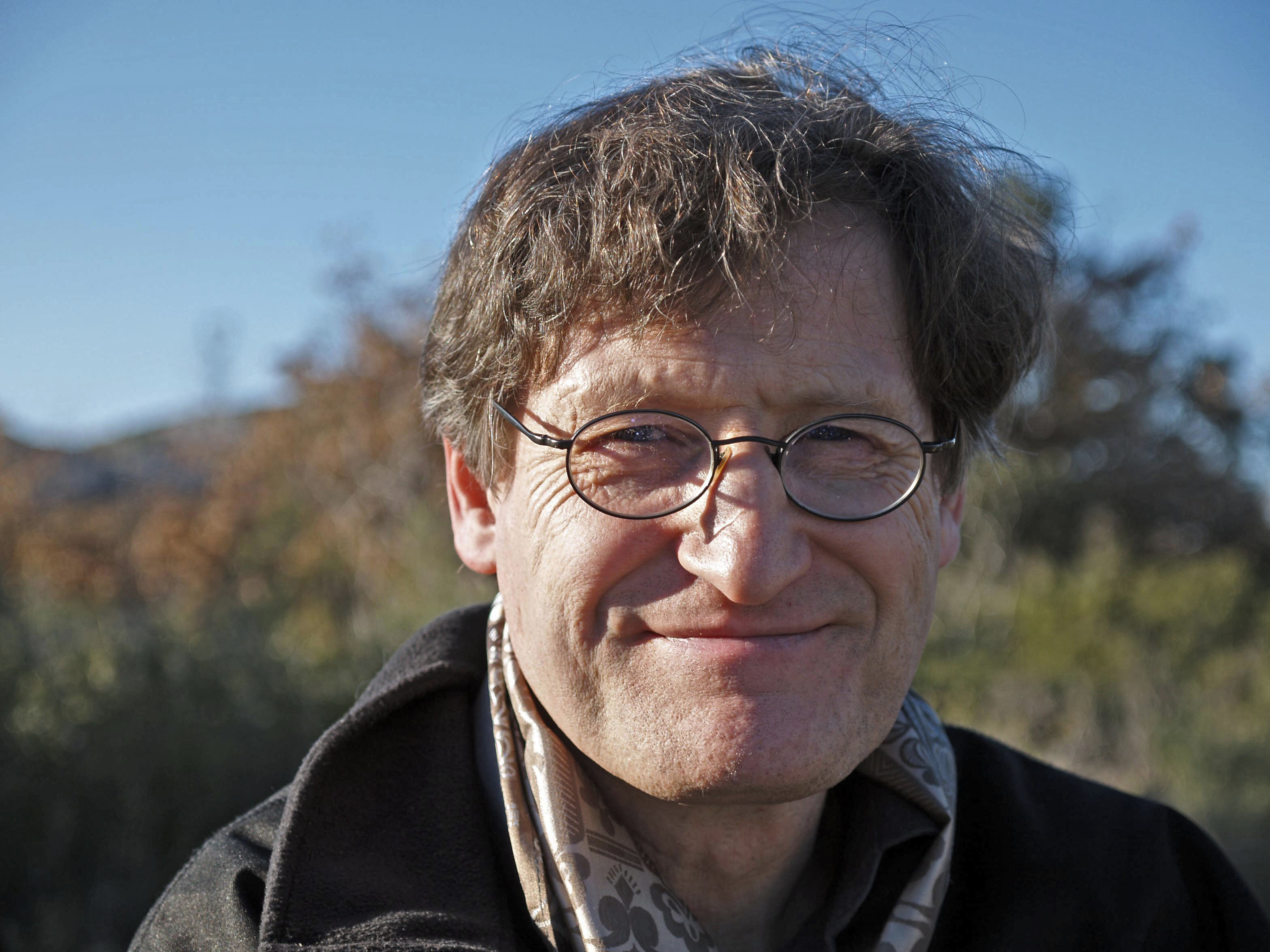

Tomas Riehle (* 1949 in Triberg; † 5. Juli 2017 in Köln) war ein deutscher Architekturfotograf.

## Leben
Tomas Riehle wuchs als Sohn des Architekten Hanns-Günther Riehle in Freiburg im Breisgau auf, bevor er mit Anfang 20 ein Industrial Design Studium an der Folkwangschule für Gestaltung in Essen begann. Bis zu diesem Zeitpunkt galt sein Interesse mit großer Begeisterung dem Malen und Zeichnen. Doch hier kam Tomas Riehle zum ersten Mal intensiv mit der Fotografie in Berührung – anfänglich zu Dokumentationszwecken. Es dauerte nicht lange und er gab seine früheren Hobbys zugunsten der Fotografie auf.
1975 wechselte er in die Bildhauerklasse von Erwin Heerich an der Staatl. Kunstakademie Düsseldorf und wurde dort Meisterschüler. Schon 1977 gibt ihm der Galerist Alfred Schmela die Chance zu seiner ersten Einzelausstellung „Lichträume“. Nach Beendigung seines Studiums im Jahre 1980 erhielt Tomas Riehle das zweijährige Paris-Stipendium, wo er sich ganz bildhauerisch als Fotograf den Wohnbauten an der Rue Tolbiac von Christian de Portzamparc näherte. Seine Nachtaufnahmen sprengen die Volumina der klassischen Verhältnisse von Figur und Grund.
Es folgte 1981–1983 ein Stipendium des DAAD (Deutscher Akademischer Austauschdienst) für weitere Studien in Zürich.
Beginnend mit Eröffnung der Museumsinsel Hombroich im Jahre 1987 fand Riehle in der Darstellung der Museumsbauten bei Neuss sein Lebensthema, welches bis heute mit ihm verbunden wird. Entworfen von seinem Lehrer Erwin Heerich sollten ihn diese Bauten 20 Jahre seines Lebens begleiten.
1989 gab Tomas Riehle Gastvorlesungen an der Bezalel Academy of Arts & Design, Jerusalem. Im Jahre 1995 gründete Tomas Riehle CONTUR / arturimages (Agentur für Architekturbilder) – das Online-Archiv für Architektur- und Interieurfotografie besteht bis heute.
1997-1999 konnte Riehle für ein Großprojekt des Kunstmuseums Duisburg gewonnen werden. Gemeinsam mit Arbeitsgruppen aus verschiedensten Disziplinen fotografierte er sich durch die gesamte Stadt und erkundete so die Stadt wie kein Künstler vor ihm. Die Werke wurden 1999 in der Ausstellung „Stadtbild Duisburg“ im Wilhelm Lehmbruck Museum, Duisburg, ausgestellt.
1998 folgte die Berufung in den deutschen Werkbund, DWB, in welchem er bis zu seinem Tode Mitglied war - seit 2014 war er zudem als 1. Vorsitzender Teil des Vorstandes.

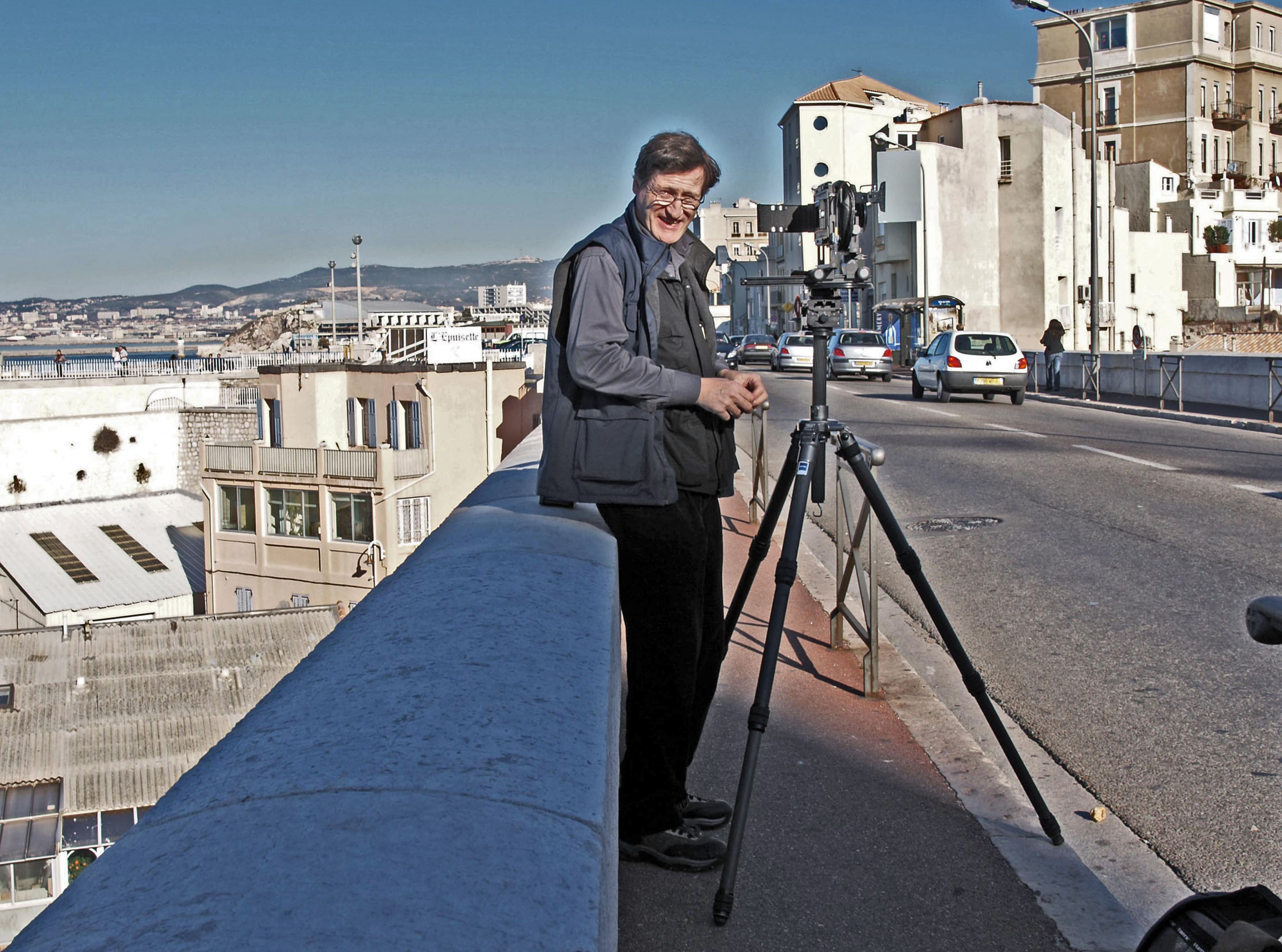

2002 nahm Tomas Riehle eine Professur für Fotografie an der FH Niederrhein in Krefeld an und wurde dort nicht selten als ruhig, besonnen und unaufgeregt beschrieben.
2004 gründete er gemeinsam mit dem Fotografen und Kunsthistoriker Rolf Sachsse und Joachim Schürmann den Verein MAPHO e.V. mit dem Ziel das erste Museum für Architekturfotografie zu bauen. Für Riehle war das MAPHO ein Liebhaberprojekt, das von Freunden der Fotografie und Architektur gefördert und realisiert wird. Demnach war auch die Wahl der Architekten ein Zusammenspiel aus gemeinsamem Interesse und jahrelanger beruflicher Verbundenheit. Leider ist es vor Tomas Riehle‘s Tod nicht mehr zur Umsetzung des Museums gekommen, das Projekt wurde nicht realisiert.
Nach langer Krankheit verstarb Riehle 2017 in Köln.

## Fotografie
Nach dem Studium erhielt Riehle 1980/1981 ein Paris-Stipendium und richtete seine Kamera des Nachts auf die Wohnbauten von Christian de Portzamparc, um sie im Wechselspiel von schwarzem, nächtlichem Grund und leicht erhelltem Architekturkörper zu erkunden. Sein Weg zur Abstraktion ist in derlei Aufnahmen vorgezeichnet.
Seine ideale Darstellung von Architektur - die fotografischen Abwicklungen - fasst Tomas Riehle auf seiner eigenen Homepage wie folgt zusammen: „Unter fotografischen Abwicklungen verstehe ich Bildmontagen von parallel-fotografierten Fassadenausschnitten. Mit Kamera und Stativ wanderte ich parallel zur Fassade in jeweils gleichem Abstand zur Hauswand von links nach rechts. Die Kamera ist rechtwinklig zur Fassade ausgerichtet. Der Vorgang ist mit einer (Film-) Kamerafahrt vergleichbar. Eine Abwicklung ist die Montage mehrerer zentral perspektivischer Einzelbilder zu einem nahezu perspektivelosen Bild. Die einzelnen Aufnahme-Standpunkte sind nicht mehr zu erkennen. Wie bei einer Architekturzeichnung schaut der Betrachter überall orthogonal auf die Fassade. Es existiert kein Bild Zentrum, wie bei perspektivischen Darstellungen. Im Unterschied zu Panoramen, die eher den Raum betonen, wirken Abwicklungen sachlich, analytisch und flächig. Es sind „Idealansichten“. Der Verlust der Perspektive wird somit zum Gewinn.“
Auf die Frage, welche Lichtsituation er besonders schätzen würde, verriet er 2016 in einem Interview: „Selten wünsche ich mir den kalifornischen blauen Himmel. Oft sind es die grauen Tage mit Dunst, die die Besonderheit der Architektur besonders hervorheben. Manchmal braucht es auch einen dramatischen Himmel und eine klare Beleuchtung.“
Tomas Riehle überließ nichts in seinen Werken dem Zufall, dies wird besonders bei seinen Arbeiten für Haus Lange in Krefeld deutlich: Hier vermerkte er akribisch die Belichtungszeiten und Standorte für die einzelnen Aufnahmen.
Die Liste der Architekten, für die er arbeitete, ist lang. Viele Architekten der deutsche Baukultur vom Kölner Joachim Schürmann über Nikolaus Fritschi und Karl-Heinz Petzinka bis zu Hadi Teherani in Hamburg, sind dabei. Nicht zu vergessen Klaus Bürger und viele Andere. Doch oft fotografierte er auch ohne Auftrag, etwa die Polderlandschaft der Niederlande, die sich als Konzeptkunst präsentiert.
In seinem Leben widmete sich Tomas Riehle zu dem enormen Fotografieprojekten, die den Einklang von Fotografie und seine Bindung an die Zentralperspektive thematisierten. Er wurde auserwählt als 2004 der venezianische Canal Grande in einem Maß von 300 m Länge und 3 Meter Höhe als Plane an die Kölner Hohenzollernbrücke gespannt werden sollte. Leider verlief sich das Projekt vor seiner Realisierung im Sande, ebenso wie die Gründung eines Museums für Architekturfotografie in Hombroich.
Ein anderes Großprojekt konnte er in den späteren Jahren seines Lebens zwischen 1994 und 2002 abschließen: Tomas Riehle nahm alle Brücken über den Rhein auf, von kleinen Brettern über Bäche nahe der Quelle bis hin zum Haringvlietdamm an seiner Mündung in die Nordsee.
Bei seinen Arbeiten begleiteten Tomas Riehle über die Jahre verschiedene Assistenten, die gestalterisch und fotografisch stark durch ihn geprägt wurden. Bekannt sind drei Assistenten, die ihn in der Zeit von 1997 bis 2012 begleiteten:
- Marcus Düdder, in der Zeit von 1997-2002
- Christian Eblenkamp, in der Zeit von 2001 - 2005
- Philip Kistner, in der Zeit von 2007 - 2012
Alle seiner Wegbegleiter konnten Vieles seiner Kunstfertigkeit erlernen und sich als Architekturfotografen etablieren. So auch sein später Assistent Philip Kistner, welcher z. B. Gründungsmitglied im Bundesverband Architekturfotografie e.V. ist.

## Ausstellungen
- 1977: Galerie Schmela, Düsseldorf: „Lichträume ...“
- 1978: Galerie im Riek, Essen: „Steinmänner in Jothunheimen“ / Galeria ZPAF, Warschau: „Architektura zapisana swiatlem“ / Kunstmuseum Düsseldorf: „Mit Licht geschrieben“ (Katalog)
- 1979: Galerie Schmela, Düsseldorf: „Landwaage“
- 1980: Annelie Brusten, Wuppertal
- 1981: Galerie Rainer Wehr, Stuttgart (mit Wolfram Janzer)
- 1987: Universität Bonn; Universität Dortmund
- 1988: Galerie Friedrich, Dortmund
- 1989: Bezalel Academy of Arts & Design, Jerusalem
- 1990: Stadtmuseum Düsseldorf: „Heerich auf Hombroich“ (Katalog)
- 1991: Galerie Durhammer, Frankfurt/Main (mit Erwin Heerich) (Katalog)
- 1993: Bayer AG, Leverkusen (Katalog)
- 1995: Kunstverein St. Wendel
- 1997: Galerie Durhammer, Frankfurt/Main
- 1999: Wilhelm Lehmbruck Museum, Duisburg „Stadtbild Duisburg“; (Katalog) / Galerie Hete M. Hünermann, D’dorf / The Matthew Architecture Gallery, Edinburgh (mit Erwin Heerich)
- 2003: stoll forum, Köln „Fotografische Abwicklungen“ / Museum Alexander Koenig, Bonn „Zwischenzustand 1“ (mit M. Düdder + C. Eblenkamp) (Katalog)
- 2004: Kunstverein Krefeld „Venedig Projekt / Hombroichbilder“
- 2006: Kohlenwäsche Zollverein, Essen: „Zwischenzustand 2“ (mit M. Düdder, E. Koch + C. Eblenkamp) (Katalog)
- 2008: Treffpunkt Architekturfotografie, Stuttgart: „Tomas Riehle, Architekturfotograf“
- 2009: Edition und Galerie Hoffmann, Friedberg: „Tomas Riehle Architekturfotografie“ / Architekturforum Freiburg „Tomas Riehle, Architekturfotograf“
- 2010: Galerie artopoi, Freiburg „Plastik und Fotografie“ (mit Edgar Gutbub)
- 2011: Galerie artopoi, Freiburg "Malerei + Fotografie" (mit Mutsumi Okada)"
- 2018: Siza-Pavillon, Hombroich, kuratiert durch Katsuhito Nishikawa (Posthum)

## Arbeiten im öffentlichen Raum
Im Jahre 2000 wurde in der U-Bahn Station Duisburg-Meiderich eine Folge von acht großformatigen schwarzweiß Fotografien (zu je 4,00 m × 9,60 m) an den gegenüberliegenden Tunnelwänden installiert. Die Fotografien sind im Siebdruckverfahren auf Emaille-Paneele übertragen und zeigen verschiedene Rheinbrücken von Basel bis Rotterdam, welche Tomas Riehle ab 1994 in einem Großprojekt fotografiert hatte. Die Brücken sind in geographischer Reihenfolge angeordnet, entsprechende Stromkilometerangaben auf Metallplaketten im Fußboden zeigen ihre jeweilige geografische Lage. Der Wettbewerb für dieses Projekt fand bereits 1996 statt.